# Liste der Kulturdenkmäler in Østensjø (Oslo)
Die Liste der Kulturdenkmäler in Østensjø (Oslo) enthält die vom Riksantikvaren gelisteten Kulturgüter im Osloer Stadtteil Østensjø. Nicht alle der gelisteten Kulturgüter stehen unter Denkmalschutz, können aber Teil eines denkmalgeschützten Ensembles sein oder ihre Veränderung muss mit dem Riksantikvaren abgesprochen werden. Die Denkmalnummer führt mit einem Link zur Beschreibungsseite kulturminnesøk des Riksantikvaren.

## Liste der Kulturdenkmäler in Østensjø
| Bild                                | Bezeichnung                                        | Lage                              | Art                                  | Datierung                      | Beschreibung | Denkmal- nummer |
| ----------------------------------- | -------------------------------------------------- | --------------------------------- | ------------------------------------ | ------------------------------ | --- | --------------- |
| BW                                  | Felsritzungen Ryen                                 | Østensjø Karte                    | archäologisches Denkmal: Felsenkunst | Bronzezeit                     | Felsritzungen und Runen | 76670           |
| weitere Bilder                      | Christinedal                                       | Østensjø Harry Fetts vei 10 Karte | Bauwerk: Wohngebäude                 | 18. Jh. – 20. Jh.              | | 132933          |
| weitere Bilder                      | Abildsø Hof (norw.: Abildsø gård)                  | Østensjø Karte                    | Hofanlage                            | 18. Jh. / 20. Jh.              | | 86195           |
| weitere Bilder                      | Gut Nordre Skøyen (norw.: Nordre Skøyen hovedgård) | Østensjø Karte                    | Hofanlage                            | 18. Jh. / 20. Jh.              | eingeschossiges Hauptgebäude, zweigeschossigem Stabbur                                                                                                 | 86201           |
| Østensjø Hof (norw.: Østensjø gård) | Østensjø Hof (norw.: Østensjø gård)                | Østensjø Karte                    | Hofanlage                            | nach der Reformation / 19. Jh. | Der Hof befindet sich auf der Ostseite des Sees Østersjøvannet. Wohngebäude und Kornspeicher, im Empirestil, sind um einen viereckigen Hof angeordnet. | 91806           |
| weitere Bilder                      | Bøler Kirche (norw.: Bøler kirke)                  | Østensjø Karte                    | Bauwerk: Kirche (ersetzt)            | 1960                           | steht nicht unter Denkmalschutz; die Kirche von 1960 wurde im Jahr 2009 abgerissen und 2011 durch ein neues Kirchengebäude ersetzt                     | 83997           |
| weitere Bilder                      | Manglerud Kirche (norw.: Manglerud kirke)          | Østensjø Karte                    | Bauwerk: Kirche                      | 1963                           | steht nicht unter Denkmalschutz | 84387           |
| weitere Bilder                      | Oppsal Kirche (norw.: Oppsal kirke)                | Østensjø Karte                    | Bauwerk: Kirche                      | 1961                           | steht nicht unter Denkmalschutz | 85229           |

- Karte mit allen Koordinaten:
- OSM |
- WikiMap